# Orinoco Flow
Orinoco Flow, även kallad Orinoco Flow (Sail Away), är en låt av Enya, utgiven som singel den 3 oktober 1988 och utgör den första singeln från albumet Watermark. Låten blev en hit och erövrade bland annat första plats på UK Singles Chart och andra plats på Sverigetopplistan.